# Guatimac

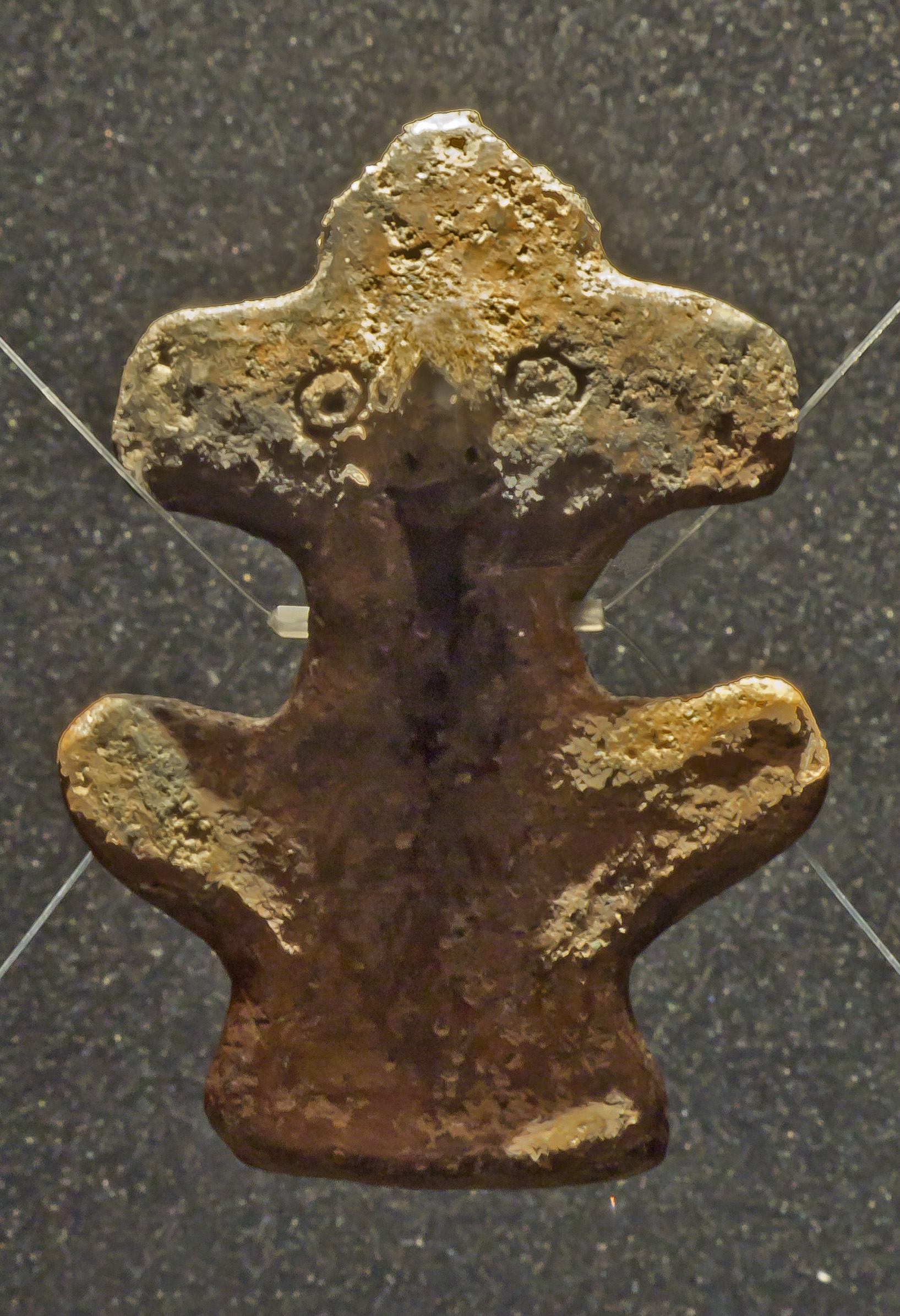
Guatimac, Museo archeologico di Puerto de la Cruz.

Guatimac è un idolo guanci che si trova nel Museo archeologico di Puerto de la Cruz nell'isola di Tenerife (Canarie, Spagna).
L'idolo venne trovato nel 1885 avvolto in alcune pellicce all'interno di una grotta del burrone Herques (Fasnia) e, sebbene il suo significato preciso non sia ancora noto, viene messo in relazione con la religione magica dei Guanci. Si ipotizza che possa rappresentare un genio o uno spirito protettore.